# Currie Cup Premier Division 2000
La Currie Cup Premier Division de 2000 fue la sexagésima segunda edición del principal torneo de rugby provincial de Sudáfrica.
El campeón fue el equipo de Western Province quienes obtuvieron su trigésimo campeonato.

## Sistema de disputa
El torneo se disputó en formato liga donde cada equipo se enfrentó a los equipos restantes, luego los mejores cuatro clasificados disputaron semifinales y final.

## Clasificación
| Pos. | Equipo              | Encuentros | Encuentros | Encuentros | Encuentros | Tantos | Tantos | Tantos | PB | PB | Puntos |
| Pos. | Equipo              | PJ         | PG         | PE         | PP         | F      | C      | Dif    | BO | BD | Puntos |
| ---- | ------------------- | ---------- | ---------- | ---------- | ---------- | ------ | ------ | ------ | -- | -- | ------ |
| 1.º  | Natal Sharks        | 7          | 6          | 0          | 1          | 267    | 159    | +108   | 5  | 1  | 30     |
| 2.º  | Western Province    | 7          | 6          | 0          | 1          | 282    | 205    | +77    | 5  | 0  | 29     |
| 3.º  | Golden Lions        | 7          | 4          | 1          | 2          | 294    | 215    | +79    | 6  | 0  | 24     |
| 4.º  | Free State Cheetahs | 7          | 3          | 1          | 3          | 236    | 242    | -6     | 5  | 0  | 19     |
| 5.º  | Boland Cavaliers    | 7          | 3          | 0          | 4          | 201    | 246    | -45    | 4  | 1  | 17     |
| 6.º  | SWD Eagles          | 7          | 3          | 0          | 4          | 206    | 214    | -8     | 3  | 0  | 15     |
| 7.º  | Pumas               | 7          | 2          | 0          | 5          | 213    | 304    | -91    | 4  | 0  | 12     |
| 8.º  | Griquas             | 7          | 0          | 0          | 7          | 181    | 295    | -114   | 3  | 3  | 6      |

|  | Semifinalistas. |

### Semifinales
| 21 de octubre | Natal Sharks | 29 - 15 | Free State Cheetahs | Kings Park Stadium, Durban |  |

| 20 de octubre | Western Province | 43 - 22 | Golden Lions | Newlands Stadium, Ciudad del Cabo |  |

### Final
| 28 de octubre | Natal Sharks | 15 - 25 | Western Province | Kings Park Stadium, Durban |  |

| Bandera de Sudáfrica     |
| Campeón Western Province |
| Trigésimo título         |